# Відоменко Олександр Андронікович
Відóменко Олександр Андрóнікович (7 липня 1931, с.Моринці, Черкаська область, Звенигородський район — 23 вересня 2017, м. Хмельницький) — двоправнучатий племінник Т. Г. Шевченка (праправнук по брату Йосипу), письменник, журналіст, літературознавець, викладач. Член національної спілки журналістів України. Лауреат регіональної премії ім. Т. Г. Шевченка, лауреат регіональної премії ім. Микити Годованця, лауреат премії імені Богдана Хмельницького в галузі історії [Архівовано 21 квітня 2019 у Wayback Machine.], лауреат премії ім. Михайла Орловського у галузі історико — краєзнавчих досліджень. Кавалер урядового ордена «За мужність» 3 — ступеня. Кавалер «титульного знака лицаря засновника» міжнародної громадської організації Суверенний лицарський орден Христа Спасителя [Архівовано 21 квітня 2019 у Wayback Machine.], нагороджений орденом Народного Руху України «Орден В’ячеслава Чорновола», та орденом «Козацький Хрест».

## Біографія
Відоменко Олександр Андроникович народився 7 липня 1931року в с. Моринці, Звенигородського р-ну, Черкаської обл., в родині службовця. У 1953 році закінчив Шевченківський гідромеліоративний технікум, а 1961 року — Одеський державний університет ім. І. І. Мечнікова отримавши кваліфікацію викладача хімії.
З 1953 по 1966 рік працював інженером-гідротехіком Звенигородського райвиконкому та вчителем, завучем і директором в школах Звенигородського району. В 1966 році переселився з сім'єю до м. Хмельницького та в продовж 30 років працював викладачем Хмельницького економічного технікуму [Архівовано 24 липня 2013 у Wayback Machine.].

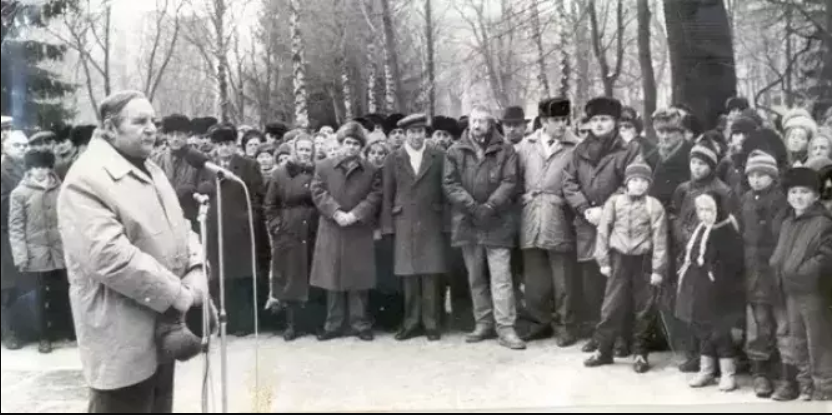
Вистп на відкритті пам'ятника Тарасу Шевченку, м. Хмельницький, 1992 рік.

З 1994 року залишив викладацьку посаду та почав займатись творчою роботою в галузі літературознавства. З 1996 по 2013 рік видав 7 науково-пошукових книг про життєвий та творчий шлях Тараса Шевченка, Миколи Гоголя, автор кількох нарисів про Олександра Пушкіна та Льва Толстого. У 2009 році видав історико-краєзнавчий альбом «У покоях Енгельгардтів». В 2012 році вийшов друком роман-ессе «Одержимі».

За активну громадсько-політичну роботу на посаді заступника голови Всеукраїнського об'єднання ветеранів, Указом Президента України нагороджений орденом «За мужність». Благословенням Святійшого Патріарха Київського та всієї Руси-України Філарета за заслуги перед Україною Відоменко О. А. було даровано право на родовий герб та нагороджено орденом «Лицарської доблесті V ступеня». Указом Президента України, від 23.08.2011 № 857/2011 [Архівовано 20 квітня 2019 у Wayback Machine.], Відоменко О. А. було призначено довічну державну стипендію, як видатному діячу освіти, який досяг сімдесятирічного віку.

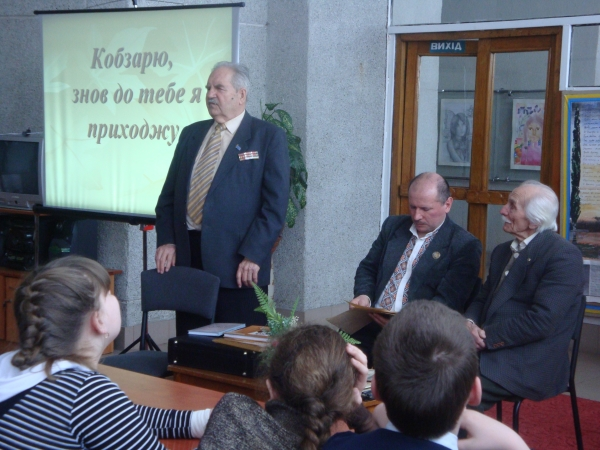
Зустріч з читачами обласної бібліотеки для дітей імені Т.Г. Шевченка

Друковані праці Відоменко О. А. використовуються вчителями української мови та літератури, учнями навчальних закладів міста Хмельницького, читачами бібліотек.  Відоменко О. А. брав активну участь в культурно-просвітницькій діяльності міста та області. Був цікавим співрозмовником для дітей, під час проведення у дитячих бібліотеках міста Хмельницького різноманітних літературно-мистецьких свят та Шевченківських читань — «Іду з дитинства до Тараса», «Юнь шанує Кобзаря» та багатьох інших.
Відоменко О. А. брав активну участь у громадському житті м. Хмельницького. Активно співпрацював з Народним Домом «Просвіта» [Архівовано 12 серпня 2014 у Wayback Machine.], бібліотеками та навчальними закладами міста. У період з 2006 по 2016 рік провів більше 250 зустрічей з учнями та студентами різних навчальних закладів міста. Користувався заслуженим авторитетом та повагою серед педагогів, бібліотекарів, учнівської і студентської молоді. Його статті за результатами дослідницької роботи друкувались в рубриках «Минуле — сучасне», «Невмируща пам'ять предків», «Спроба дослідження», «Кур'єр дослідницький», «Вікно в історію», «Культурологія», місцевих періодичних видань «Проскурів», «Подільські вісті», «Подільський кур'єр», «Майбуття» тощо.

## Творчість
- «Сумна та радісна Шевченкіана» [Архівовано 20 квітня 2019 у Wayback Machine.]: збірка нарисів, Хмельницький, 1996 р. — 52с.
- «Оплаканий і зраджений» [Архівовано 20 квітня 2019 у Wayback Machine.]: нариси і статті, Хмельницький, 2000 р. — 151с.
- «Тарас Шевченко і родина Енгельгардтів» [Архівовано 20 квітня 2019 у Wayback Machine.], у співавторстві з Є. Семенюком: телеповість, есе, нариси, статті та рецензії, Хмельницький, 2003 р. — 174 с.
- «Збагнімо віщий заповіт» [Архівовано 20 квітня 2019 у Wayback Machine.]: документальна повість, Хмельницький, 2004 р. — 40с.
- «Нащадок восьми Гетьманів України» [Архівовано 20 квітня 2019 у Wayback Machine.]: біографічне дослідження, Хмельницький, 2005 р. — 96с.
- «Микола Гоголь гетьманський та княжий нащадок [Архівовано 20 квітня 2019 у Wayback Machine.]»: повість, Хмельницький, 2006 р. — 116с.
- «А нащадкам не байдуже» [Архівовано 20 квітня 2019 у Wayback Machine.], у співавторстві з М.Капелістим, 2008 р. — 192 с.
- «У покоях Енгельгардтів» [Архівовано 21 квітня 2019 у Wayback Machine.], альбом, 2009 р. — 40с.
- «Одержимі» [Архівовано 21 квітня 2019 у Wayback Machine.]: роман-есе, Хмельницький, 2012 р. — 187с.

## Статті та нариси що були надруковані у ЗМІ
- Українські корені Л.М. Толстого.  // Літературна Україна. – 2002. – 4 червня.
- Чи варто знімати про нерозділене кохання Тараса Шевченка. // Подільський кур’єр. – 2002. – 5 березня.
- Незбагненні. // Наша віра. – 2003. – березень.
- Тарасова хата та школа. // Молодь України. – 2003. – 16 лютого.
- Шевченко і Поділля. // Молодь України. – 2002. – 21 лютого.
- Стежками дослідництва. // Високий замок. – 2002. – 16 листопада.
- Маховик русифікації. // Високий замок. – 2002. – 16 березня.
- Нащадок двох гетьманів. // Погляд. – 2002. – 19 грудня.
- За покликом серця. // Майбуття – 2002. – листопад.
- Єнгельгардти на службі у Тараса Шевченка. // Високий замок. – 2002. – 8 березня.
- Україно, Україно! Оце твої діти... // Проскурів. – 2002. – 20 березня.
- Не пожадай імені чужого. // Високий замок. – 2002. – травень.
- Як умру то поховайте. // Майбуття. – 2002. – грудень.
- Хто врятує Україну. // Проскурів. – 2002. – 10 червня.
- На прекрасній Подолії. // Літературна Україна. – 2002. – 30 січня.
- Звенигородське повстання. Повість. // Шевченків край. – 2002. – №№ 56, 57, 58, 59, 60.
- У всякого своє лихо. // Подільський кур’єр. – 2002. – 30 січня.
- То де ж народився Кобзар? // Прибузька зоря. – 2007. – 8 березня.
- Збагнімо віщий „Заповіт”. // Проскурів. – 2007. – 4 січня.
- З шевченкової криниці. // Майбуття. – 2007. – лютий.
- Такий суперечливий „Заповіт”. // Подільський кур’єр. – 2007. – №8 за 22 лют., №9 за 1 бер.
- Шляхетні корені Шевченкового роду. // Подільський кур’єр. – 2007. – 12 квітня.
- Перший „Кобзар”. – 2002. Альманах. с. 59-60.
- Розминулися. – Київ. Дніпро. – 2001, №7-8. с. 122-129.
- Аральська експедиція. – Хмельницький. – Педагогічний вісник. 2000. с. 26-28.
- Незгасне світло загадкової „Тризни”. – Хмельницький Мат. наук. конф. 2001. с. 93.
- Як Шевченко став матросом. Збірник нукових праць. Камянець-Подільський. 2000. с. 264.

## Виступи на радіо та телебаченні
- ХОДТРК "Поділля-Центр", 03.04.2009р. Запис в прямому ефірі, до Дня 200-роковин від народження М.В. Гоголя. [Архівовано 20 квітня 2019 у Wayback Machine.]
- ХОДТРК "Поділля-Центр", 18.01.2010р. "Щира розмова", презентація альбому "У покоях Енгельгардтів" [Архівовано 21 квітня 2019 у Wayback Machine.]
- ХОДТРК "Поділля-Центр", 09.03.2010р. "Щира розмова", зустріч з Відоменко О.А.
- ХОДТРК "Поділля-Центр", 10.08.2010р. "Щира розмова", зустріч з Відоменко О.А. до 200-річчя від дня народження Т.Г. Шевченка [Архівовано 21 квітня 2019 у Wayback Machine.]
- Національне радіо, жовтень 2008р. Розмова з Відоменко О.А. [Архівовано 21 квітня 2019 у Wayback Machine.]
- ТРК "Місто", 06.02.2010р. "Хмельницчани і долі", розмова з Відоменко О.А. [Архівовано 21 квітня 2019 у Wayback Machine.]
- Республіканське радіо, березень 2010р. Інтерв'ю з Відоменко О.А. [Архівовано 21 квітня 2019 у Wayback Machine.]